# OXyShop
oXyShop je česká softwarová a vydavatelská firma. Zabývá se tvorbou internetových obchodů, internetovým marketingem a vývojem a provozováním služeb e-commerce. Pořádá pravidelná školení pro e-shopery a vydává šest internetových periodik.

## Historie a současnost

logo oXyShop

Společnost oXyShop vznikala od roku 2001 (pod původním názvem oXy Online s.r.o.), kdy byly zahájeny její mediální aktivity, začal vycházet zejména internetový časopis Svět hardware. V roce 2002 byl zveřejněn B2B software ProCa, následovaný v roce 2004 e-shopem Czech Computer, opakovaně oceněným Křišťálovou lupou.
V prosinci 2005 pak byla založena jako společnost s ručením omezeným. Od té doby nasadila do provozu nasazeno několik stovek internetových obchodů. Je taktéž členem Asociace pro elektronickou komerci. V roce 2012 se také zviditelnila sporem s on-line databází obrázků Profimedia.cz, která neprávem požadovala zaplacení pokuty za jinak legálně koupené fotografie.
V roce 2015 tvořily e-shopy, které běží na platformě oXyShopu přibližně jednu desetinu celkového obratu české e-commerce.[zdroj?] Mezi známé zákazníky internetových obchodů oXyShop patří e-shop CZC.cz (dříve Czech Computer), Marionnaud, portál NaCesty.cz a Automotodrom Brno, provozovatel Masarykova okruhu, DecoDoma, PetCenter a další. Společnost je také jedním z podporovatelů mobilních plateb Mobito, které integrovala do vlastních systémů. Protože společnost dodává software i do státního sektoru, je certifikovaná NBÚ na stupeň „Důvěrné“.[zdroj?]

## Internetové vydavatelství oXyMedia
oXyShop vydává čtyři větší internetové časopisy:
- Svět Hardware, zaměřený na testování ICT technologií, recenze a spotřebitelské rady[7]
- TV Freak zabývající se televizory, multimediálními centry či videokamerami[8]
- Digimanie, zaměřená na fotoaparáty a fotografování[9]
- Svět mobilně, jehož náplní jsou mobilní zařízení - notebooky, tablety a telefony.[10]

Provozuje servery Relaxuj.cz a Svetaudia.cz.[zdroj?]